# Наголкіна Зінаїда Василівна
Зінаїда Василівна Наго́лкіна (нар. 16 жовтня 1905, Ніжин — пом. 31 березня 1978, Київ) — українська радянська реставраторка. Членкиня Спілки радянських художників України. 

## Біографія
Народилася 16 жовтня 1905 року в місті Ніжині. Дідом був київський видавець Василь Наголкін.
Упродовж 1924—1930 років навчалась у Київському хіміко-технологічному інституті; у 1935–38 роках — в художній студії М. Ярового. У 1950 і 1953 роках стажувалася у відділах реставрації станкового живопису та творів графіки Центральної художньо-реставраційної майстерні в Москві.
Протягом 1939—1963 років працювала у Києві старшою реставраторкою відділу станкового малярства Центральних науково-дослідних реставраційних музейних майстерень. 
Жила в Києві, в будинку на вулиці Боричевому Току, № 41, квартира 1. 
Померла в Києві 31 березня 1978 року.

## Діяльність
Працювала в галузі реставраційного мистецтва. З'ясовувала стан збереженості та реставрувала численні твори олійного та темперного живопису з музейних зібрань України. 
У 1945–1957 роках брала активну участь в обстеженні, дослідженні, атрибутуванні, консервації та реставрації творів олійного живопису Дрезденської картинної галереї. 
Низку відреставрованих нею робіт експонували 1953 року в Києві на всеукраїнській художній виставці «Реставраційні роботи 1938–1953 (у фоторепродукціях)».